# De Drie Gebroeders
De Drie Gebroeders is een poldermolen in het Middelblok bij Gouderak in de Krimpenerwaard, in de Nederlandse provincie Zuid-Holland. 
De achtkantige stellingmolen werd in 1869 gebouwd ter vervanging van de molen aan de Middelwetering. Op 14 augustus 1869 werd de eerste steen gelegd. Molenaars waren de drie broers Willem, Cornelis en Pieter Vlasvelders die oorspronkelijk uit Hazerswoude kwamen.
In 1880  kwam het gemaal Verdoold in gebruik  en raakte de functie van de molen op de achtergrond. In 1913 werd hij dan ook buiten bedrijf gesteld, deels gesloopt en verbouwd tot woonhuis. Wel werd er een zuiggasmotor met centrifugaalpomp geplaatst. Tot 1951 heeft de molen dan ook dienstgedaan als pompgemaal. De stenen romp is rond 1987 grotendeels met hout bekleed en voorzien van een puntdak.

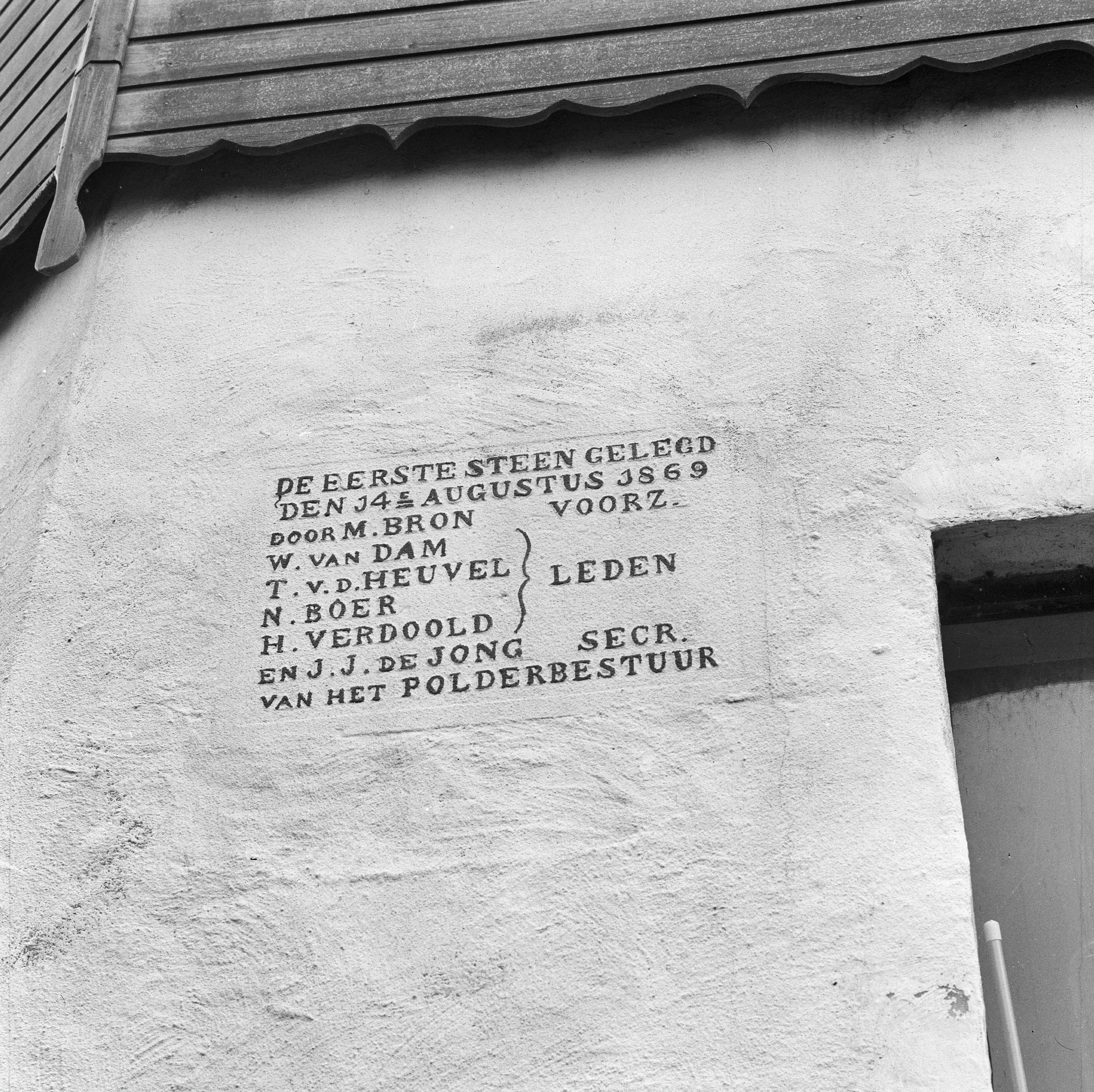
De eerste steen, 14 augustus 1869